# Isoljazija
Das Isoljazija (ukrainisch: Ізоляція) ist eine ukrainische Kunststiftung, die ursprünglich in Donezk ansässig war und seit der Einnahme der Stadt im Jahr 2014 durch die russischen Streitkräfte als Gefängnis genutzt wird. Das Kunstzentrum befindet sich seitdem in Kiew.

## Geschichte

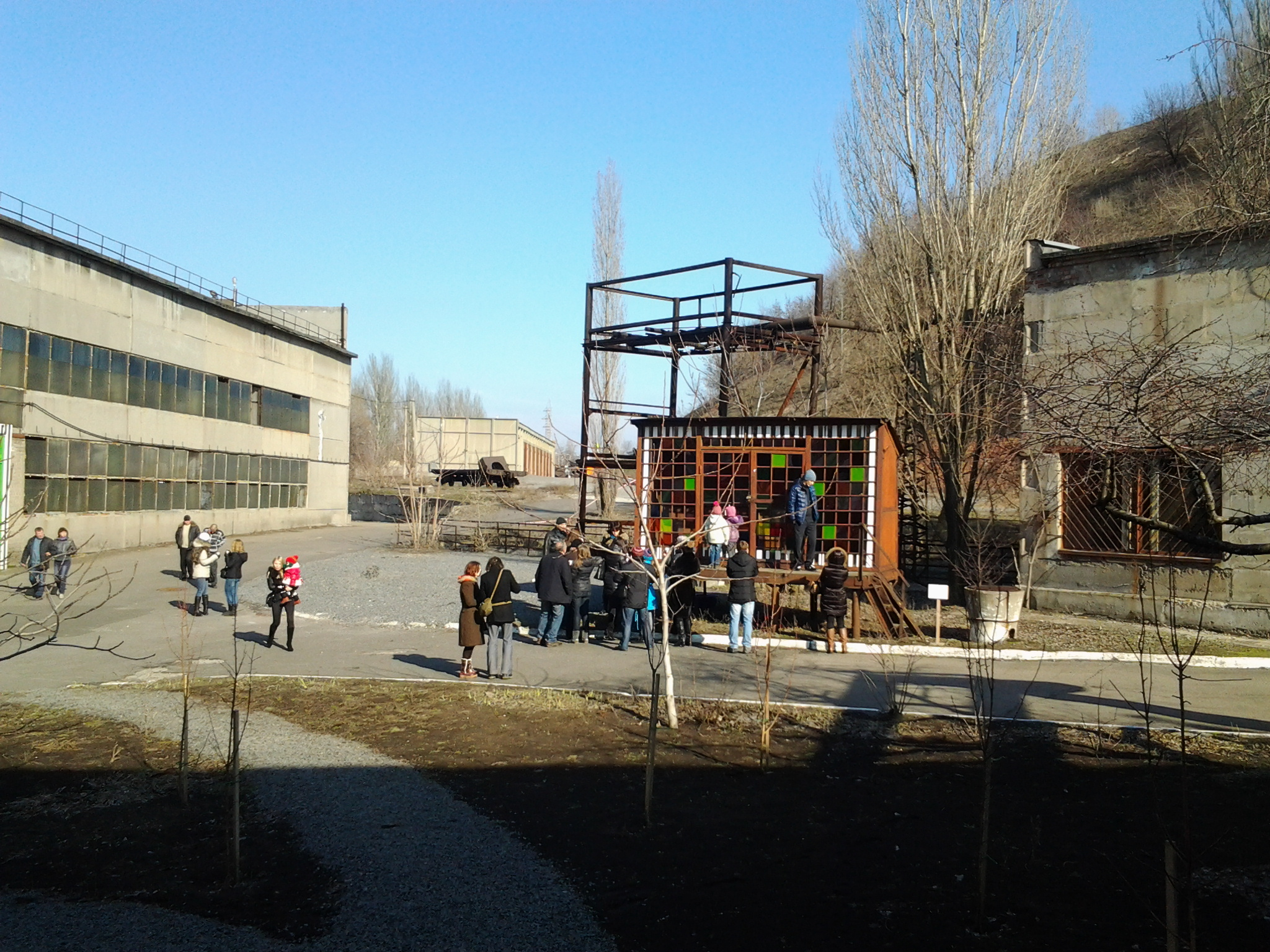
Blick auf das Gelände des ehemaligen Fabrikgebäudes

Das Izolyatsia wurde auf dem Gelände der ehemaligen Fabrik Izolyatsia eröffnet, die Dämmstoffen und Isoliermaterial herstellte. Von ihr leitet sich der Name der Stiftung ab. Die Fabrik befand sich am Stadtrand von Donez, damals noch Stalino, und belieferte Wärmekraftwerke der UdSSR sowie militärische Industriekomplexe wie die Luftfahrt-, Schiffsbau- und Raumfahrtindustrie. Zusätzlich exportierte sie ihre Produkte nach Finnland,  in die Tschechoslowakei, nach Ungarn, Bulgarien, in die DDR und nach Vietnam. Seit dem Zusammenbruch der Sowjetunion geriet die Fabrik in eine schwere Krise. Die Produktionsmengen gingen stark zurück und das Werk wurde letztendlich geschlossen.

### Kunststiftung
2010 gründete Ljubov Mychajlova die Kunststiftung Izolyatsia, die als Zentrum für zeitgenössische Kunst auf dem Gelände des ehemaligen Werks eröffnet wurde. Die Organisation versteht sich als Plattform für Forschung, Diskussion und Präsentation soziopolitischer Probleme im lokalen und globalen Kontext. Die künstlerische Praxis soll dabei verhelfen, zur öffentlichen Meinungsbildung zu sensiblen politischen Themen beizutragen. Das Izolyatsia bietet Kunstprojekte, Bildungsprogramme und kommunale Aktivismusprojekte. Zu den beteiligten Künstlern gehören nationale wie auch internationale Künstler, darunter Cai Guo-Qiang, Daniel Buren, Boris Mikhailov, Rafael Lozano-Hemmer, Schanna Kadyrowa, Apl315, Roman Minin, Ivan Svitlychny und Hamlet Zinkivsky.

### Projekte (Auswahl)
- 2016 – SOVIET MOSAICS IN UKRAINE[5]

### Situation seit 2014

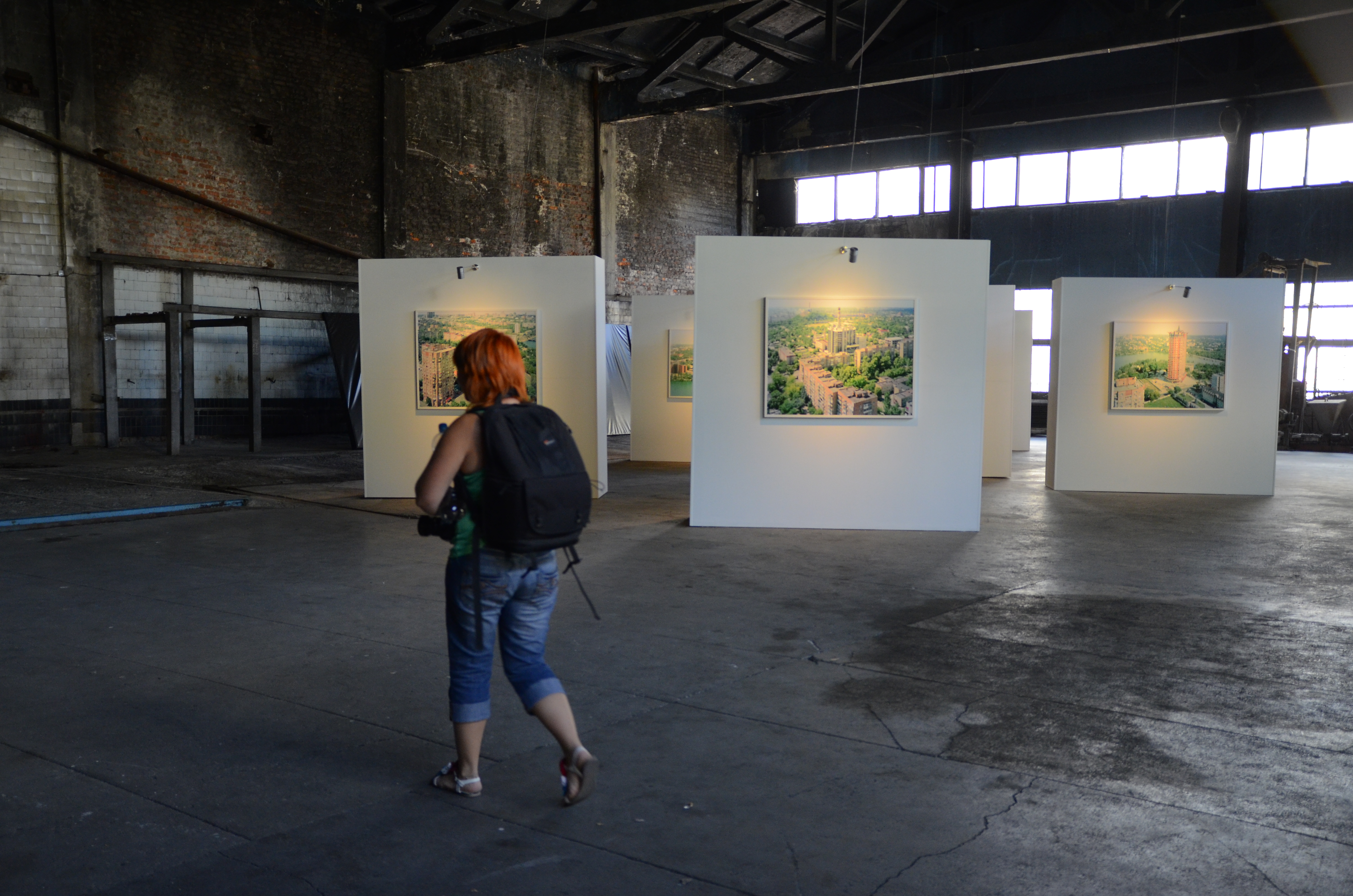
Blick in eine Ausstellung der Izolyatsia

Seit dem 9. Juni 2014 wurde das Gelände durch Vertreter der selbsternannten Volksrepublik Donez (DNR) beschlagnahmt. Diese wandelten es in einen Standort für das Ministerium für Staatssicherheit um. Die Stiftung musste nach Kiew evakuiert werden, allerdings konnte nur ein Teil der Exponate gesichert werden. Die Bibliothek, die Einrichtung, der Laden und zahlreiche Kunstwerke wurden von den Kämpfern zerstört oder geplündert, darunter etwa eine Installation von Pascal Martin Tayu und Skulpturen von Masha Kulikovska. In Kiew befindet sich das Izolyatsia seitdem in der Naberezhno-Luhova-Straße, auf dem Gelände eines Schiffbau- und Schiffsreparaturwerks.
Laut Medienberichten wird das Gebäude des Izolyatsia als Geheimgefängnis genutzt. Die Gefangenen der DNR werden laut ehemaligen Geiseln, Zeugenaussagen und Berichten brutal gefoltert, z. B. mit Schlägen und Elektroschocks. Zu denen die unter anderem im Foltergefängnis saßen gehörte der ukrainische Journalist Stanislaw Assjejew.

## Sammlung
Die Sammlung des Izolyatsia geht auf die Sammeltätigkeit von Ljubov Mychajlov zurück, die seit den 1990er Jahren Gemälde aus der Donbass-Region sammelt und sich für die regionale Kunstgeschichte interessiert. Seit 2010 erwirbt die Stiftung zudem Kunstwerke, die im Rahmen von Residenzen, Ausstellungen oder Kooperationen mit Künstlern entstanden sind. Zwischen 2010 und 2014 gehörten dazu Werke von ukrainischen und internationalen Künstlern wie Dawyd Tschytschkan, Volodymyr Kuznetsov, Yurii Pikul, Hamlet Zinkovsky, Kader Attia, Hans Op de Beeck, Pascale Marthine Tayou oder Zhang Huan.
Ein bedeutender Teil der Sammlung ging bei der militärischen Einnahme durch die prorussischen Separatisten verloren.